# Under Nineteen
Under Nineteen là một chương trình sống còn trên của đài MBC dành cho các thực tập sinh có độ tuổi dưới 19. Có tổng cộng 57 thí sinh được tham gia. Các học viên được phân vào các nhóm chuyên về Vocal, Rap hoặc Performance.

## Concept
Under Nineteen giới thiệu các giọng ca, rapper, vũ công, và cũng có thể là các thực tập sinh có khả năng sản xuất và dàn dựng về âm nhạc. 57 thiếu niên với tham vọng có một vé debut trong idol group mới của K-Pop sẽ có một cuộc cạnh tranh sống còn. Khi số thực tập sinh còn lại  19, chỉ có 9 thực tập sinh trong số họ có cơ hội được trở thành idol trong nhóm nhạc mới. Các thực tập sinh chiến thắng, sẽ ký một hợp đồng cho 12 tháng và được quản lý bởi MBK Entertainment.

## Mentor
- Kim So-hyun - Host Và Supporter chính Thức
- Duo (South Korean duo)|Dynamic Duo[liên kết hỏng] - Rap Director Gaeko Và Choiza
- Crush - Vocal Director
- Solji - Vocal Director, thành viên của EXID
- Eunhyuk - Performance Director, thành viên của Super Junior
- Hwang Sang Hoon - Performance Director, SM Entertainment giám đốc biểu diễn Và biên Đạo múa cho Super Junior, SHINee, EXO và NCT.

### Cố vấn và khách mời đặc biệt
- Sunday - The Grace
- Yesung - Super Junior
- Yunho - DBSK
- Jaehyo, P.O, U-Kwon - Block B
- Ravi, Ken - VIXX
- Hani, LE - EXID
- Leeteuk, Shindong - Super Junior
- Yerin - GFriend
- J-Hope - BTS
- KAI - EXO

## Tập

#### Tập 1 (03 - 11 - 2018)
57 thực tập sinh, những người khao khát trở thành thần tượng Kpop tiếp theo, chia thành ba team, mỗi team gồm 19 thực tập sinh. Team Vocal, Team Rap và Team Performance đã thể hiện những gì họ có thể làm trong phần "Đánh giá xếp hạng đầu tiên". Các đạo diễn xem, đánh giá và cho điểm màn trình diễn của họ. Theo điểm số có được, các thực tập sinh sẽ được xếp hạng trong team của mình. Những thứ hạng này sẽ chứng tỏ tầm quan trọng của nó cho nhiệm vụ đầu tiên.

#### Tập 2 (10 - 11 - 2018)
Các thực tập sinh từ team Rap, team Vocal và team Performance tiếp tục phần thi xếp hạng cho mỗi team. Các thực tập sinh cạnh tranh với nhau và thứ hạng liên tục thay đổi. Sau đó, các học viên di chuyển đến Training center để trải qua các buổi đào tạo đặc biệt.

#### Tập 3 (17 - 11 - 2018)
Mỗi đội được nhận một bài hát chủ đề cho nhiệm vụ tiếp theo này. Các phần của họ được chia dựa theo bảng xếp hạng của trong phần trước. Phần lớn thực tập sinh đều không hài lòng với cách chi phần như vậy, vì các phần trong bài hát chủ yếu được trao cho các thực tập sinh có thứ hạng cao. Tuy nhiên, thông báo đưa ra cho các thực tập sinh rằng sẽ có một "Ngày phán xét", đây là lúc các thực tập sinh có thể lấy một hoặc toàn bộ phần của các thực tập sinh thứ hạng cao. Một số sẽ đạt được và một số khác sẽ mất phần hát. Team Vocal đã biểu diễn bài hát "Go Tomorrow" và được khán giả phòng thu và người xem trực tuyến xếp hạng. Khi phát sóng tập này, cả ba bài hát mà mỗi đội trình diễn đều có một MV chính thức được phát hành.

#### Tập 4 (24 - 11 - 2018)
Sau màn trình diễn của TeamVocal, hai đội còn lại rất lo lắng. Giữa bầu không khí áp đảo, Team Performance biểu diễn. Có một đoạn chiếu về phần tập luyện của các thực tập sinh. Mặc dù có các vũ công giỏi nhất ở trong đội, họ vẫn trải qua rất nhiều cuộc đấu tranh và bị khiển trách về thái độ của họ. Vào ngày phán xét, và nhiều thành viên có thứ hạng thấp đã  thách thức các thành viên có thứ hạng cao hơn để dành lấy một phần và để có cơ hội đứng dưới ánh đèn sân khấu.

#### Tập 5 (01 - 12 - 2018)
Chỉ còn hai ngày trước buổi biểu diễn cuối cùng, Team Rap gặp rất nhiều rắc rối. Trong mắt các Director của họ, họ không đã không thực sự chuẩn bị tốt cho màn trình diễn của họ và sự căng thẳng này đã gây ra sự rạn nứt giữa các thành viên. Sau buổi biểu diễn cuối cùng, các thực tập sinh tập trung để nghe kết quả bỏ phiếu tại chỗ đánh giá vị trí của Team, cũng như nhiệm vụ thứ hai. Họ được gợi ý 30 bài hát K-Pop và mỗi đội sẽ biểu diễn 2 bài hát theo sự lựa chọn của các Director.

#### Tập 6 (08 - 12 - 2018)
Giữa lúc chuẩn bị nhiệm vụ xếp hạng thứ 2, 57 thực tập sinh phải đối mặt với thực tế rằng có 8 thành viên trong số họ bị loại. Team Performance ở vị trí đầu tiên, họ có thể an tâm tập trung vào nhiệm vụ thứ hai của mình, nhưng Team Rap và Team Vocal không thể bỏ qua thực tế rằng họ có thể là người bị loại.

#### Tập 7 (15 - 12 - 2018)
Vì có hai đội cho mỗi vị trí, nhiệm vụ Position Competition được chia thành Vòng 1 và Vòng 2. Sau khi mất gần một nửa số thành viên của mình, Team Rap "H.E.R" phải đối mặt với một cuộc khủng hoảng về phần trình diễn của họ. Trong các buổi tập luyện, mọi người đều bị đe dọa bởi Team Vocal "I Need U", Team Performance và Team Rap đều chọn "H.E.R" của Block B cho phần trình diễn.

#### Tập 8 (22 - 12 - 2018)
Ba Team chuẩn bị cho Vòng 2. Team Rap dẫn đầu vòng 1, hai đội còn lại đã sẵn sàng làm hết sức để đánh bại họ. T Đánh giá tạm thời trước buổi diễn, các Director của Team Rap và Team Vocal đã thất vọng với chất lượng trình diễn của các đội và quyết định có những thay đổi phải được thực hiện để giành chiến thắng về Team mình.

#### Tập 9 (29 - 12 - 2018)
Các thực tập sinh nghỉ ngơi chuẩn bị để thể hiện sự quyến rũ khác nhau của họ cho Giáng sinh. Tiên bối Shindong và Leeteuk (Super Junior) và  Yerin (GFriend) xuất hiện với tư cách khách mời vào vai trò MC cho tập đặc biệt có tên là "Weekly Trainees". Các thực tập sinh cạnh tranh với nhau để giành giải thưởng để thưởng thức với nhau khi trở về Training center. Ngoài ra, Thông báo xếp hạng sau nhiệm vụ thứ hai được cũng được công bố và các thực tập sinh phải nói lời tạm biệt với chín người.

## Bảng xếp hạng qua các tập
Danh sách thích sinh theo team
Chú thích màu
- Bị loại ở tập 6
- Bị loại ở tập 9

### Team Vocal
| Tên            | Tên    | Tuổi | Ranking | Ranking                  | Ranking                  | Ranking                  | Ranking                  | Ranking                  | Ranking                  | Ranking                  |
| Tên            | Tên    | Tuổi | Tập     | Studio Audience & Online | Studio Audience & Online | Studio Audience & Online | Studio Audience & Online | Studio Audience & Online | Studio Audience & Online | Studio Audience & Online |
| Tên            | Tên    | Tuổi | 1 & 2   | 3                        | 4                        | 6                        | 6                        | 7                        | 9                        | 9                        |
| English        | Hangul | Tuổi | #       | #                        | #                        | #                        | Votes                    | #                        | #                        | Votes                    |
| -------------- | ------ | ---- | ------- | ------------------------ | ------------------------ | ------------------------ | ------------------------ | ------------------------ | ------------------------ | ------------------------ |
| Kang Jun-hyuk  | 강준혁 | 16   | 11      | 7                        | 9                        | 6                        | 147,126                  | 7                        | 8                        | 211,854                  |
| Kim Kun        | 김건   | 16   | 18      | 14                       | 12                       | 14                       | 122,430                  | 16                       | 15                       | 100,042                  |
| Kim Bin        | 김빈   | 18   | 6       | 8                        | 10                       | 17                       | Không biết               | Does not appear          | Does not appear          | Does not appear          |
| Kim Young-seok | 김영석 | 14   | 3       | 4                        | 8                        | 11                       | 133,180                  | 14                       | 13                       | 153,175                  |
| Kim Young-won  | 김영원 | 17   | 4       | 6                        | 5                        | 8                        | 145,664                  | 6                        | 6                        | 224,272                  |
| Kim Jung-woo   | 김정우 | 18   | 7       | 3                        | 7                        | 12                       | 127,188                  | 13                       | 11                       | 166,602                  |
| Kim Tae-woo    | 김태우 | 18   | 19      | 13                       | 4                        | 5                        | 156,742                  | 8                        | 5                        | 231,829                  |
| Bae Hyeon-jun  | 배현준 | 14   | 13      | 10                       | 17                       | 7                        | 146,603                  | 5                        | 7                        | 222,094                  |
| Shin Ye-chan   | 신예찬 | 16   | 2       | 2                        | 2                        | 2                        | 187,996                  | 2                        | 2                        | 311,385                  |
| Yoon Do-yeon   | 윤도연 | 17   | 9       | 15                       | 11                       | 19                       | Không biết               | Does not appear          | Does not appear          | Does not appear          |
| Yoon Tae-kyung | 윤태경 | 16   | 16      | 9                        | 15                       | 4                        | 171,191                  | 1                        | 1                        | 326,120                  |
| Lee Dong-joon  | 이동준 | 18   | 17      | 19                       | 18                       | 15                       | 122,108                  | 11                       | 14                       | 143,469                  |
| Lee Jae-eok    | 이재억 | 17   | 12      | 12                       | 6                        | 9                        | 135,778                  | 15                       | 16                       | 89,480                   |
| Lim Youn-seo   | 임윤서 | 17   | 15      | 16                       | 13                       | 10                       | 135,200                  | 12                       | 12                       | 154,667                  |
| Lim Hyeong-bin | 임형빈 | 16   | 8       | 17                       | 14                       | 16                       | 121,060                  | 9                        | 10                       | 175,054                  |
| Jeon Chan-bin  | 전찬빈 | 16   | 14      | 18                       | 16                       | 13                       | 126,091                  | 10                       | 9                        | 178,525                  |
| Jung Jin-sung  | 정진성 | 15   | 5       | 1                        | 1                        | 1                        | 203,940                  | 3                        | 4                        | 263,028                  |
| Jay Chang      | 제이창 | 16   | 10      | 11                       | 19                       | 18                       | Không biết               | Does not appear          | Does not appear          | Does not appear          |
| Ji Jin-seok    | 지진석 | 19   | 1       | 5                        | 3                        | 3                        | 176,323                  | 4                        | 3                        | 267,057                  |

### Team Rap
| Tên              | Tên    | Tuổi | Ranking | Ranking                  | Ranking                  | Ranking                  | Ranking                  | Ranking                  | Ranking                  | Ranking                  |
| Tên              | Tên    | Tuổi | Tậo     | Studio Audience & Online | Studio Audience & Online | Studio Audience & Online | Studio Audience & Online | Studio Audience & Online | Studio Audience & Online | Studio Audience & Online |
| Tên              | Tên    | Tuổi | 1 & 2   | 3                        | 4                        | 6                        | 6                        | 7                        | 9                        | 9                        |
| English          | Hangul | Tuổi | #       | #                        | #                        | #                        | Votes                    | #                        | #                        | Votes                    |
| ---------------- | ------ | ---- | ------- | ------------------------ | ------------------------ | ------------------------ | ------------------------ | ------------------------ | ------------------------ | ------------------------ |
| Koo Han-seo      | 구한서 | 15   | 19      | 11                       | 13                       | 14                       | 89,673                   | 13                       | 14                       | Không biết               |
| Kim Sung-ho      | 김성호 | 17   | 6       | 5                        | 15                       | 4                        | 140,395                  | 1                        | 1                        | 340,236                  |
| Kim Ye-joon      | 김예준 | 16   | 5       | 2                        | 8                        | 5                        | 122,473                  | 8                        | 10                       | Không biết               |
| Kim Jun-jae      | 김준재 | 17   | 18      | 15                       | 10                       | 19                       | Không biết               | Does not appear          | Does not appear          | Does not appear          |
| Nam Do-hyon      | 남도현 | 13   | 16      | 3                        | 17                       | 12                       | 96,920                   | 9                        | 12                       | Không biết               |
| Park Sung-won    | 박성원 | 14   | 12      | 7                        | 5                        | 9                        | 112,358                  | 5                        | 3                        | 271,287                  |
| Park Jin-oh      | 박진오 | 16   | 3       | 10                       | 6                        | 10                       | 99,762                   | 12                       | 9                        | 168,710                  |
| Bang Jun-hyuk    | 방준혁 | 13   | 9       | 1                        | 1                        | 2                        | 172,678                  | 3                        | 5                        | 265,657                  |
| Yoo Yong-ha      | 유용하 | 18   | 14      | 16                       | 12                       | 11                       | 99,454                   | 6                        | 6                        | 230,315                  |
| Lee Min-woo      | 이민우 | 16   | 10      | 18                       | 14                       | 16                       | Không biết               | Does not appear          | Does not appear          | Does not appear          |
| Lee Sang-min     | 이상민 | 15   | 11      | 13                       | 9                        | 7                        | 117,870                  | 4                        | 4                        | 268,401                  |
| Lee Ye-chan      | 이예찬 | 12   | 4       | 6                        | 2                        | 3                        | 151,232                  | 11                       | 7                        | 225,263                  |
| Lee Jun-hwan     | 이준환 | 18   | 8       | 19                       | 16                       | 17                       | Không biết               | Does not appear          | Does not appear          | Does not appear          |
| Jang Rui         | 장루이 | 17   | 7       | 14                       | 18                       | 13                       | 93,947                   | 14                       | 13                       | Không biết               |
| Chang Min-su     | 장민수 | 16   | 15      | 9                        | 11                       | 18                       | Không biết               | Does not appear          | Does not appear          | Does not appear          |
| Jeong Taek-hyeon | 정택현 | 14   | 13      | 4                        | 4                        | 8                        | 115,959                  | 10                       | 8                        | 222,521                  |
| Jung Hyun-jun    | 정현준 | 17   | 2       | 8                        | 7                        | 6                        | 121,630                  | 7                        | 11                       | Không biết               |
| Choi Soo-min     | 최수민 | 17   | 1       | 12                       | 3                        | 1                        | 173,601                  | 2                        | 2                        | 338,152                  |
| Choi Yong-hun    | 최용훈 | 18   | 17      | 17                       | 19                       | 15                       | Không biết               | Does not appear          | Does not appear          | Does not appear          |

### Team Performance
| Tên             | Tên        | Tuổi | Ranking | Ranking                  | Ranking                  | Ranking                  | Ranking                  | Ranking                  | Ranking                  | Ranking                  |
| Tên             | Tên        | Tuổi | Tập     | Studio Audience & Online | Studio Audience & Online | Studio Audience & Online | Studio Audience & Online | Studio Audience & Online | Studio Audience & Online | Studio Audience & Online |
| Tên             | Tên        | Tuổi | 1 & 2   | 3                        | 4                        | 6                        | 6                        | 7                        | 9                        | 9                        |
| English         | Hangul     | Tuổi | #       | #                        | #                        | #                        | Votes                    | #                        | #                        | Votes                    |
| --------------- | ---------- | ---- | ------- | ------------------------ | ------------------------ | ------------------------ | ------------------------ | ------------------------ | ------------------------ | ------------------------ |
| Kim Kang-min    | 김강민     | 16   | 12      | 6                        | 6                        | 9                        | 135,529                  | 17                       | 18                       | Không biết               |
| Kim Shi-hyun    | 김시현     | 19   | 19      | 2                        | 2                        | 2                        | 208,842                  | 4                        | 4                        | 235,387                  |
| Kim Jun-seo     | 김준서     | 16   | 16      | 5                        | 5                        | 5                        | 168,313                  | 8                        | 7                        | 183,674                  |
| Min             | 민         | 17   | 8       | 9                        | 10                       | 11                       | 123,525                  | 14                       | 13                       | 146,987                  |
| Park Si-young   | 박시영     | 14   | 17      | 10                       | 9                        | 10                       | 133,118                  | 7                        | 6                        | 184,432                  |
| Son Jin-ha      | 손진하     | 16   | 3       | 15                       | 16                       | 15                       | 93,008                   | 10                       | 15                       | 139,785                  |
| Song Byeong-hee | 송병희     | 16   | 6       | 7                        | 7                        | 8                        | 141,905                  | 13                       | 8                        | 181,335                  |
| Song Jae-won    | 송재원     | 16   | 14      | 8                        | 8                        | 7                        | 143,868                  | 6                        | 5                        | 187,399                  |
| Suren           | 수런       | 13   | 2       | 4                        | 4                        | 4                        | 177,299                  | 12                       | 12                       | 159,084                  |
| Shin Chan-bin   | 신찬빈     | 16   | 9       | 11                       | 12                       | 12                       | 113,348                  | 15                       | 14                       | 143,267                  |
| Eddie           | 에디       | 19   | 1       | 14                       | 14                       | 16                       | 91,936                   | 19                       | 17                       | Không biết               |
| Oh Da-han       | 오다한     | 16   | 18      | 19                       | 19                       | 17                       | 82,391                   | 9                        | 9                        | 179,621                  |
| Wumuti          | 우무티     | 18   | 10      | 1                        | 1                        | 1                        | 285,524                  | 1                        | 1                        | 371,028                  |
| Lee Seung-hwan  | 이승환     | 17   | 15      | 12                       | 11                       | 6                        | 151,238                  | 3                        | 3                        | 258,783                  |
| Lee Jong-won    | 이종원     | 13   | 5       | 16                       | 15                       | 13                       | 106,310                  | 5                        | 10                       | 172,810                  |
| Jeon Do-yum     | 전도염     | 15   | 4       | 3                        | 3                        | 3                        | 207,235                  | 2                        | 2                        | 322,940                  |
| Jeong Won-beom  | 정원범     | 18   | 11      | 18                       | 18                       | 19                       | 73,360                   | 18                       | 19                       | Không biết               |
| Kosuke          | 코스케     | 17   | 7       | 13                       | 13                       | 14                       | 103,367                  | 16                       | 16                       | Không biết               |
| Christian       | 크리스티안 | 18   | 13      | 17                       | 17                       | 18                       | 76,018                   | 11                       | 11                       | 165,064                  |

### Thông tin thêm
- Thực tập sinh Kim Shi-hyun (Team Performance) là một cựu thí sinh Produce 101 Mùa 2 & là cựu thành viên của bộ đôi âm nhạc Hàn Quốc Longguo Và Shihyun.[4]
- Chang Min-su (Team Rap) và Eddie (Team Performance) là cựu thí sinh của Soompi's Rising Legend.[5] Eddie cũng là một thành viên của một nhóm chuyên về dance cover là The First Bite.[6]
- Kim Jung-woo (Team Vocal) và Kosuke (Team Performance) là thành viên pre-debut của nhóm HNB thuộc Happy Face Entertainment.[7]
- Wumuti (Team Performance) là một thành viên của nhóm nhạc SWIN-S.[8]
- Lee Seunghwan, Song Byunghee và Jeon Doyeom (Team Performance) và Jung Jinsung, Lim Hyungbin (Team Vocal) là thực tập sinh tại Starhill Boys.[9]

## Các vòng đấu

### Bài Hát Chủ Đề (Tập 3-5)
| # | Team        | Bài hát        | Số vote (Tại trường quay) |
| - | ----------- | -------------- | ------------------------- |
| 1 | Performance | "We Are Young" | 253                       |
| 2 | Vocal       | "Go Tomorrow"  | 201                       |
| 3 | Rap         | "Friends"      | 185                       |

### Cạnh Tranh Vị trí (Tập 6-8)
Chú thích màu
- Leader
- Cựu leader

| # | Team        | Nhóm | Bản gốc | Bài hát         | Thực tập sinh   | Phiếu (Tại trường quay) | Tổng |
| - | ----------- | ---- | ------- | --------------- | --------------- | ----------------------- | ---- |
| 1 | Vocal       | A    | BTS     | "I Need U"      | Kang Jun-hyuk   | 214                     | 455  |
| 1 | Vocal       | A    | BTS     | "I Need U"      | Kim Jung-woo    | 214                     | 455  |
| 1 | Vocal       | A    | BTS     | "I Need U"      | Lim Hyeong-bin  | 214                     | 455  |
| 1 | Vocal       | A    | BTS     | "I Need U"      | Jeon Chan-bin   | 214                     | 455  |
| 1 | Vocal       | A    | BTS     | "I Need U"      | Jung Jin-sung   | 214                     | 455  |
| 1 | Vocal       | A    | BTS     | "I Need U"      | Ji Jin-seok     | 214                     | 455  |
| 1 | Vocal       | B    | EXO     | "Love Me Right" | Kim Kun         | 241                     | 455  |
| 1 | Vocal       | B    | EXO     | "Love Me Right" | Kim Young-seok  | 241                     | 455  |
| 1 | Vocal       | B    | EXO     | "Love Me Right" | Kim Young-won   | 241                     | 455  |
| 1 | Vocal       | B    | EXO     | "Love Me Right" | Kim Tae-woo     | 241                     | 455  |
| 1 | Vocal       | B    | EXO     | "Love Me Right" | Bae Hyun-jun    | 241                     | 455  |
| 1 | Vocal       | B    | EXO     | "Love Me Right" | Shin Ye-chan    | 241                     | 455  |
| 1 | Vocal       | B    | EXO     | "Love Me Right" | Yoon Tae-kyung  | 241                     | 455  |
| 1 | Vocal       | B    | EXO     | "Love Me Right" | Lee Dong-joon   | 241                     | 455  |
| 1 | Vocal       | B    | EXO     | "Love Me Right" | Lee Jae-eok     | 241                     | 455  |
| 1 | Vocal       | B    | EXO     | "Love Me Right" | Lim Yeon-seo    | 241                     | 455  |
| 2 | Performance | A    | Block B | "H. E. R"       | Kim Kang-min    | 223                     | 450  |
| 2 | Performance | A    | Block B | "H. E. R"       | Park Si-young   | 223                     | 450  |
| 2 | Performance | A    | Block B | "H. E. R"       | Song Byung-hee  | 223                     | 450  |
| 2 | Performance | A    | Block B | "H. E. R"       | Song Jae-won    | 223                     | 450  |
| 2 | Performance | A    | Block B | "H. E. R"       | Suren           | 223                     | 450  |
| 2 | Performance | A    | Block B | "H. E. R"       | Shin Chan-bin   | 223                     | 450  |
| 2 | Performance | A    | Block B | "H. E. R"       | Eddie           | 223                     | 450  |
| 2 | Performance | A    | Block B | "H. E. R"       | Oh Da-han       | 223                     | 450  |
| 2 | Performance | A    | Block B | "H. E. R"       | Lee Seung-hwan  | 223                     | 450  |
| 2 | Performance | A    | Block B | "H. E. R"       | Christian       | 223                     | 450  |
| 2 | Performance | B    | VIXX    | "Shangri-La"    | Kim Shi-hyun    | 227                     | 450  |
| 2 | Performance | B    | VIXX    | "Shangri-La"    | Kim Jun-seo     | 227                     | 450  |
| 2 | Performance | B    | VIXX    | "Shangri-La"    | Min             | 227                     | 450  |
| 2 | Performance | B    | VIXX    | "Shangri-La"    | Son Jin-ha      | 227                     | 450  |
| 2 | Performance | B    | VIXX    | "Shangri-La"    | Wumuti          | 227                     | 450  |
| 2 | Performance | B    | VIXX    | "Shangri-La"    | Lee Jong-won    | 227                     | 450  |
| 2 | Performance | B    | VIXX    | "Shangri-La"    | Jeon Do-yum     | 227                     | 450  |
| 2 | Performance | B    | VIXX    | "Shangri-La"    | Jeong Won-bum   | 227                     | 450  |
| 2 | Performance | B    | VIXX    | "Shangri-La"    | Kosuke          | 227                     | 450  |
| 3 | Rap         | A    | Block B | "H. E. R"       | Kim Sung-ho     | 236                     | 437  |
| 3 | Rap         | A    | Block B | "H. E. R"       | Park Sung-won   | 236                     | 437  |
| 3 | Rap         | A    | Block B | "H. E. R"       | Bang Jun-hyuk   | 236                     | 437  |
| 3 | Rap         | A    | Block B | "H. E. R"       | Jang Rui        | 236                     | 437  |
| 3 | Rap         | A    | Block B | "H. E. R"       | Jung Hyun-jun   | 236                     | 437  |
| 3 | Rap         | A    | Block B | "H. E. R"       | Choi Soo-min    | 236                     | 437  |
| 3 | Rap         | B    | NCT U   | "Boss"          | Koo Han-seo     | 201                     | 437  |
| 3 | Rap         | B    | NCT U   | "Boss"          | Kim Ye-joon     | 201                     | 437  |
| 3 | Rap         | B    | NCT U   | "Boss"          | Nam Do-hyon     | 201                     | 437  |
| 3 | Rap         | B    | NCT U   | "Boss"          | Park Jin-oh     | 201                     | 437  |
| 3 | Rap         | B    | NCT U   | "Boss"          | Yoo Yong-ha     | 201                     | 437  |
| 3 | Rap         | B    | NCT U   | "Boss"          | Lee Sang min    | 201                     | 437  |
| 3 | Rap         | B    | NCT U   | "Boss"          | Lee Ye-chan     | 201                     | 437  |
| 3 | Rap         | B    | NCT U   | "Boss"          | Jeong Taek-hyun | 201                     | 437  |

## Đĩa hát

### Single
| Tiêu đề      | Năm  | Ghi lại bởi      |
| ------------ | ---- | ---------------- |
| Go Tomorrow  | 2018 | Team Vocal       |
| Friends      | 2018 | Team Rap         |
| We Are Young | 2018 | Team Performance |

## Rating chương trình
| Tập | Ngày phát sóng | Khán giả chia sẻ trung bình | Khán giả chia sẻ trung bình |
| Tập | Ngày phát sóng | AGB Nielsen                 | AGB Nielsen                 |
| Tập | Ngày phát sóng | Trên toàn quốc              | Seoul                       |
| --- | -------------- | --------------------------- | --------------------------- |
| 1   | 03 - 11 - 2018 | 2.2%                        |                             |
| 2   | 10 - 11 - 2018 | 1.7%                        |                             |
| 3   | 17 - 11 - 2018 | 1.9%                        |                             |
| 4   | 24 - 11 - 2018 | 1.5%                        |                             |
| 5   | 01 - 12 - 2018 | 1.2%                        |                             |
| 6   | 08 - 12 - 2018 | 1.4%                        |                             |
| 7   | 15 - 12 - 2018 | 1.2%                        |                             |
| 8   | 22 - 12 - 2018 | 1.5%                        |                             |
| 9   | 29 - 12 - 2018 | 2.8%                        |                             |